# Jean Paulo Fernandes
Jean Paulo Fernandes, mais conhecido como Jean (Guarujá, 1 de outubro de 1972), é um ex-futebolista brasileiro que atuava como goleiro. Tem passagens destacadas por Bahia, Vitória, Guarani e Ponte Preta. Seu filho, Jean, seguiu os seus passos e atualmente pertence ao Cerro Porteño.

## Títulos
Bahia
- Campeonato Baiano: 1994, 1998

Cruzeiro
- Campeonato Mineiro: 1997
- Copa Libertadores da América: 1997

Vitória
- Campeonato Baiano: 2000 e 2002
- Copa do Nordeste: 1999